# Ayşe Hafsa Sultan
Ayşe Hafsa Sultan, osmanskou turečtinou: حفصه سلطان (1478 – březen 1534) byla manželka osmanského sultána Selima I. a oficiálně první žena, která zastávala titul Valide Sultan za vlády svého syna, sultána Sulejmana I. Od nástupu jejího syna na trůn v roce 1520 až do své smrti v roce 1534 patřila mezi nejvlivnější osoby v Osmanské říši.

## Původ
Ayşe byla dcerou Mengli I. Geraje, krymského chána vládnoucího v letech 1466–1515. Západní státy o ní až do 17. století tvrdily, že byla otrokyní křesťanského původu. Někteří historikové tuto verzi zastávají až do dnešních dnů a to i přesto, že manželství Selima I. a Ayşe Hafsy bylo posledním, které bylo uzavřeno mezi osmanskou dynastií a jinou muslimskou dynastií ze sousedství.

## Život
Ayşe Hafsa žila v letech 1513–1520 spolu se svým synem Sulejmanem v Manise, kde zastával funkci guvernéra provincie. Manisa byla tradičním místem pro osmanského korunního prince a budoucího sultána. Zde uspořádala festival Mesir, který se stal tradicí a pořádá se zde až dodnes. Ve městě také nechala postavit rozsáhlý komplex, skládající se z mešity (Mešita Sultan), základní školy, koleje a hospicu.
Ayşe byla také první ženou, která nesla titul "sultan" za svým jménem, namísto tradičního "hatun". Až do 16. století se užíval pro žijící matku vládnoucího sultána titul "valide hatun", Ayşe se stala první ženou, která nesla titul Valide Sultan. Její éra signalizovala měnící se postavení sultánovy matky a její zvýšený podíl na moci. Byla také první ženou harému, která rozhodovala o jeho chodu a měla zde největší výsady.

## Smrt
Ayşe Hafsa zemřela v březnu roku 1534 a byla pohřbena vedle svého manžela v mešitě Yavuz Selim v Istanbulu. Její hrobka byla rozsáhle poničena během zemětřesení v roce 1884. Na počátku 20. století byla mešita zrekonstruována a dnes je její hrobka v původním stavu.

## Potomstvo
Ayşe Hafsa měla spolu se sultánem Selimem I. celkem 4 děti:
- Sulejman I. (6. listopadu 1494, Trabzon – 6. září 1566, Szigetvár), v pořadí 10. sultán Osmanské říše
- Hatice Sultan (1495 – po roce 1543), provdala se celkem třikrát
- Beyhan Sultan (1497 – 1559), provdala se dvakrát a měla jednu dceru
- Fatma Sultan (1500 – 1573), provdala se celkem třikrát
- Şah Sultan (1509–1572)